# Нийська затока
Нийська затока (рос. Ныйский залив; від нівхського слова ний — затока) — затока Охотського моря біля острова Сахаліну. Площа — 56 км², середня глибина — 2 м. Відкрита у 1805 році учасниками першої російської навколосвітньої подорожі.
Затока простягається паралельно східного берега Сахаліну на 42 км і відділена від моря двома піщаними безлісними косами, між якими розташований острів Гафовича (52°01′27″ пн. ш. 143°09′27″ сх. д. / 52.02419216° пн. ш. 143.15742425° сх. д.), вкритий дюнами. З Охотським морем сполучається протокою Анучина, що знаходиться між південним краєм острова Гафовича і північним краєм південної коси Пластун, у середній частині якої розташоване поселення Нийво. У південну частину затоки впадає річка Тим.
Люди здавна заселяли багату рибою і морським звіром Нийську затоку. Так протягом століть утворилися стійбища Ул-во, Ккомр-во, Еуд-во і Ний-во. Деякі з них існують і зараз, і є місцями проживання та ведення промислу корінних жителів Сахаліну — нівхів. Поруч із затокою розташоване село Горячі Ключі, відоме Дагінськими термальними джерелами.
Фауна представлена горбушею, кетою, кижучем, симою, корюшкою, навагою, оселедцем, угаєм, мальмою, кунджою, мойвою, камбалою тощо, загалом понад 30 видів риб. Крім цього затока є місцем проживання однієї з найбільших популяцій сахалінського тайменя.